# New Yorker Downtown-Szene
Die New Yorker Downtown-Szene (auch Downtown-Avantgarde) ist eine Ende der 1970er Jahre in Lower East Side entstandene Szene der experimentellen Avantgarde-Musik. Als ihre zentrale Integrationsfigur gilt John Zorn, das wichtigste Plattenlabel ist sein Tzadik.

## Geschichte und Wesen
Die New Yorker Downtown-Szene entstand Ende der 1970er Jahre in Manhattan. Ihren Ursprung und Auslöser hat sie in der No-Wave- und Noise-Musik dieser Zeit. Zu den wichtigen Einflüssen und Vorläufern gehören: die Loft-Szene der 1960er und 1970er Jahre hervor, die Neue Musik (z. B. John Cage), die europäische Freie-Improvisations-Szene um Derek Bailey sowie die New Yorker Protopunk-Szene.
Am Anfang der Geschichte der Downtown-Szene war John Zorns Studio Henry in einem Keller in West Village der Ort, an dem sich viele beteiligte Künstler versammelten. Seit 1987 wurde die Knitting Factory ein solcher Ort, an dem Vertreter der Downtown-Szene öfters auftraten. In den 1990er Jahren kam das Tonic hinzu. 2005 eröffnete Zorn einen weiteren Club, The Stone, der aufgrund der Schließung des Tonic 2007 und der Verschiebung des Schwerpunktes bei der Knitting Factory zum zentralen Ort der Szene wurde.
Die Downtown-Szene zeichnet sich durch ein hohes Maß an Pluralität, Polystilistik und künstlerischer Offenheit. „Abweichung“ gilt als das zentrale Element der Szene, daher sei sie schwer zu fassen. Ihre Vertreter lassen verschiedene Musikstile miteinander verschmelzen – Free Jazz, Noise, Latin Jazz, Afrobeat, Klezmer, Neue Musik. Einige von ihnen sind Immigranten (z. B. der Brasilianer Cyro Baptista oder die Japanerin Ikue Mori) und lassen die Musik ihrer Herkunftsländer in die Szene einfließen. Günther Huesmann schrieb über die charakteristischen Elemente der Downtown-Musik:

„Die Downtown-Szene ist ein Kind der Großstadt New York – ihre Musik tendiert zu Lautheit, Dichte und extremen Sounds. Die ungehemmte Bricolage, das multistilistische (und manchmal auch schrille) Kombinieren in Pastiche Techniken (…) wurde zur gängigen Klangsprache der Downtown-Szene.“

Besonders starke Richtungen innerhalb der Szene waren die Hinwendung zur jüdischen Klezmer-Musik, vertreten durch die von John Zorn ausgerufene Radical Jewish Culture, sowie zur Balkanfolklore. Dabei ist es charakteristisch, dass die beteiligten Musiker nicht einfach die jeweilige Folklore kopieren, sondern auf ihrer Basis etwas ganz Neues schaffen.

## Vertreter
Bekannte Vertreter der Downtown-Szene sind John Zorn, Elliott Sharp, John Lurie, Marc Ribot, Anthony Coleman, Uri Caine, Bill Frisell, Fred Frith, John Medeski, Arto Lindsay, Ikue Mori, Wayne Horvitz, Dave Douglas, Joey Baron, Susie Ibarra.